# Leopold Sonnemann

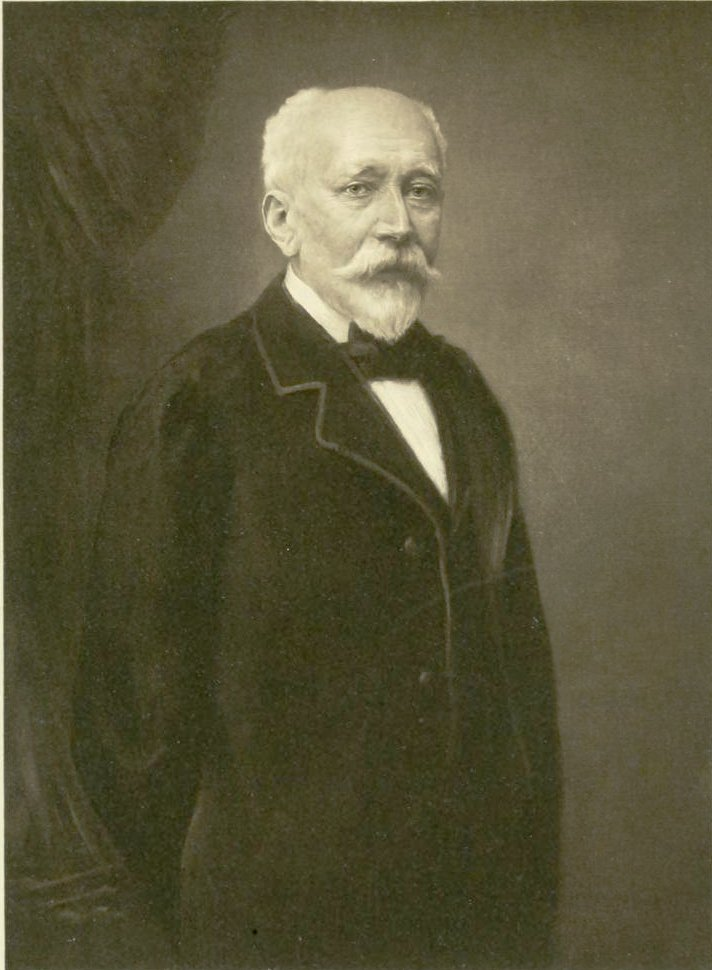
Leopold Sonnemann

Leopold Sonnemann (eigentlich Saul Sonnemann, * 29. Oktober 1831 in Höchberg; † 30. Oktober 1909 in Frankfurt am Main) war Bankier, Journalist, Verleger, Politiker und Mäzen.

## Leben
Sonnemann wurde als Sohn strenggläubiger jüdischer Eltern geboren, die infolge antisemitischer Ausschreitungen ihre fränkische Heimat verlassen mussten und sich 1840 in Offenbach am Main niederließen, wo sie eine Tuchhandlung übernahmen. Sein Vater, Meyer Sonnemann, war zunächst selbstständiger Webermeister in Höchberg gewesen und hatte seine und in seinem Auftrag von anderen Webern gefertigten Waren in Würzburg verkauft. Leopold trat nach Realschulbesuch und autodidaktischen Studien zunächst als Kaufmann ins väterliche Geschäft ein. Das politische Bewusstsein des Jugendlichen wurde infolge der Frankfurter Nationalversammlung 1848/49 nachhaltig beeinflusst. Nach dem Tod der Eltern 1853 übernahm Sonnemann die Firma des Vaters und wandelte sie in ein Bankunternehmen um. Er war auch Mitgründer der Frankfurter Volksbank. Materiell durch seine erfolgreichen internationalen Finanzgeschäfte abgesichert, konnte er sich nunmehr auch der Politik und sozialen Belangen zuwenden. Er gründete 1856 die Frankfurter Handelszeitung, die sich für die Gewerbe- und Zollfreiheit engagierte und in Handelskreisen Einfluss gewann. Während der Besetzung Frankfurts am Main durch die Preußen floh Sonnemann 1866 zunächst nach Stuttgart, konnte aber bald zurückkehren und war ab 1867 alleiniger Eigentümer und Herausgeber der Zeitung, die sich dann Frankfurter Zeitung nannte. Sonnemann bestimmte ihre politische Ausrichtung im Sinne des von ihm verfochtenen reformerisch-radikaldemokratischen Kurses der Paulskirchenzeit, auch mit eigenen Beiträgen und Kommentaren. 1893 wandelte er die FZ in eine GmbH um. Aus der Verlagsleitung zog er sich 1902 zurück.
Neben seiner verlegerischen Tätigkeit war Sonnemann politisch aktiv. Er war 1863 führend an den Bestrebungen des Vereinstags der deutschen Arbeitervereine beteiligt. Nach der Gründung war er der eigentliche Leiter. Sonnemann wirkte bei der Gründung der Deutschen Volkspartei 1868 mit. Als deren anfangs einziger Vertreter saß er bereits 1871 im Reichstag, da die neue Reichsverfassung nun die rechtliche Gleichstellung der Juden gewährleistete. Bis auf eine kurze Unterbrechung 1877/78 behielt Sonnemann sein Mandat bis 1884. Friedrich Stoltze, der Herausgeber der satirischen Zeitschrift Frankfurter Latern, unterstützte Sonnemann in seinen Wahlkämpfen. Dessen Opposition gegen Otto von Bismarck, z. B. in der Frage der Annexion Elsass-Lothringens, führte zu zeitweiligen Verboten der FZ. Von 1869 bis 1880 war Sonnemann Mitglied der Frankfurter Stadtverordnetenversammlung und des Finanzausschusses, wo er sich um die Stadtentwicklung verdient machte (Hauptbahnhof, Palmengarten, Eiserner Steg). Als Mäzen sorgte er für die Finanzierung des Opernhaus-Baus und förderte die Senckenbergische und Rothschildsche Bibliothek. 1891 initiierte er die Internationale Elektrotechnische Ausstellung. 1899 gründete er zusammen mit Ludwig Justi, dem Direktor des Städelschen Kunstinstituts, den Städelschen Museumsverein. Sein leidenschaftliches Engagement fürs Gemeinwesen machte ihn und sein Blatt oft zur Zielscheibe antisemitischer Anfeindungen, gegen die er mutig publizistisch zu Felde zog.
Sonnemann war ab 1855 Mitglied der Freimaurerloge Zur aufgehenden Morgenröthe in Frankfurt am Main. Beigesetzt wurde er auf dem jüdischen Friedhof an der Rat-Beil-Straße (Grablage: Block 6 R 1a N 13).

## Familie
Leopold Sonnemann heiratete am 3. Februar 1854 Rosa Schüler, geb. 26. April 1834 als Tochter des jüdischen Waren- und Bankgeschäftinhabers Moses Schüler und dessen Ehefrau Nanette (Nettchen), geb. Cohen, aus Geseke in Westfalen, gest. 30. August 1911 in Frankfurt am Main. Das Paar hatte eine Tochter, die im Februar 1855 geborene Therese, welche den aus einer Königsberger Bankiersfamilie stammenden Felix Simon heiratete. Therese starb am 28. November 1938 in Berlin. Das Ehepaar Simon-Sonnemann wiederum hatte fünf Kinder, die Söhne Fridolin Simon, Walter Simon; Heinrich Simon (1880–1941) und Kurt Simon (1881–1957). sowie die Tochter Annemarie von Klenau, geb. Simon (1878–1977). Heinrich Simon war ab 1910 Verleger und Vorsitzender der Redaktionskonferenz der Frankfurter Zeitung und leitete zusammen mit seinem Bruder Kurt den Verlag und die Frankfurter Zeitung. Kurt gehörte zu den Gründungsmitgliedern des ersten Deutschen Billardverbandes auf nationaler Ebene (DABB) und wurde auch dessen erster Präsident. Rosa Sonnemanns Bruder Aaron Schüler heiratete Jeanette Kissing, Pflegetochter der Sonnemanns. Die Tochter von Aaron und Jeanette Schüler ist die Dichterin Else Lasker-Schüler. Rosa Sonnemanns Bruder Julius Israel Schüler, ein Freund Leopold Sonnemanns noch aus dessen Junggesellenzeit, heiratete Johanna geb. Sonnemann, eine Schwester Leopolds. Julius und Johanna Schüler hatten die Tochter Therese, die den Berliner Bankier Emil Salomon heiratete. Sie sind die Eltern des Photographen Erich Salomon. Ein weiterer Bruder Rosas war der Porträtmaler Max Schüler.

## Ehrungen

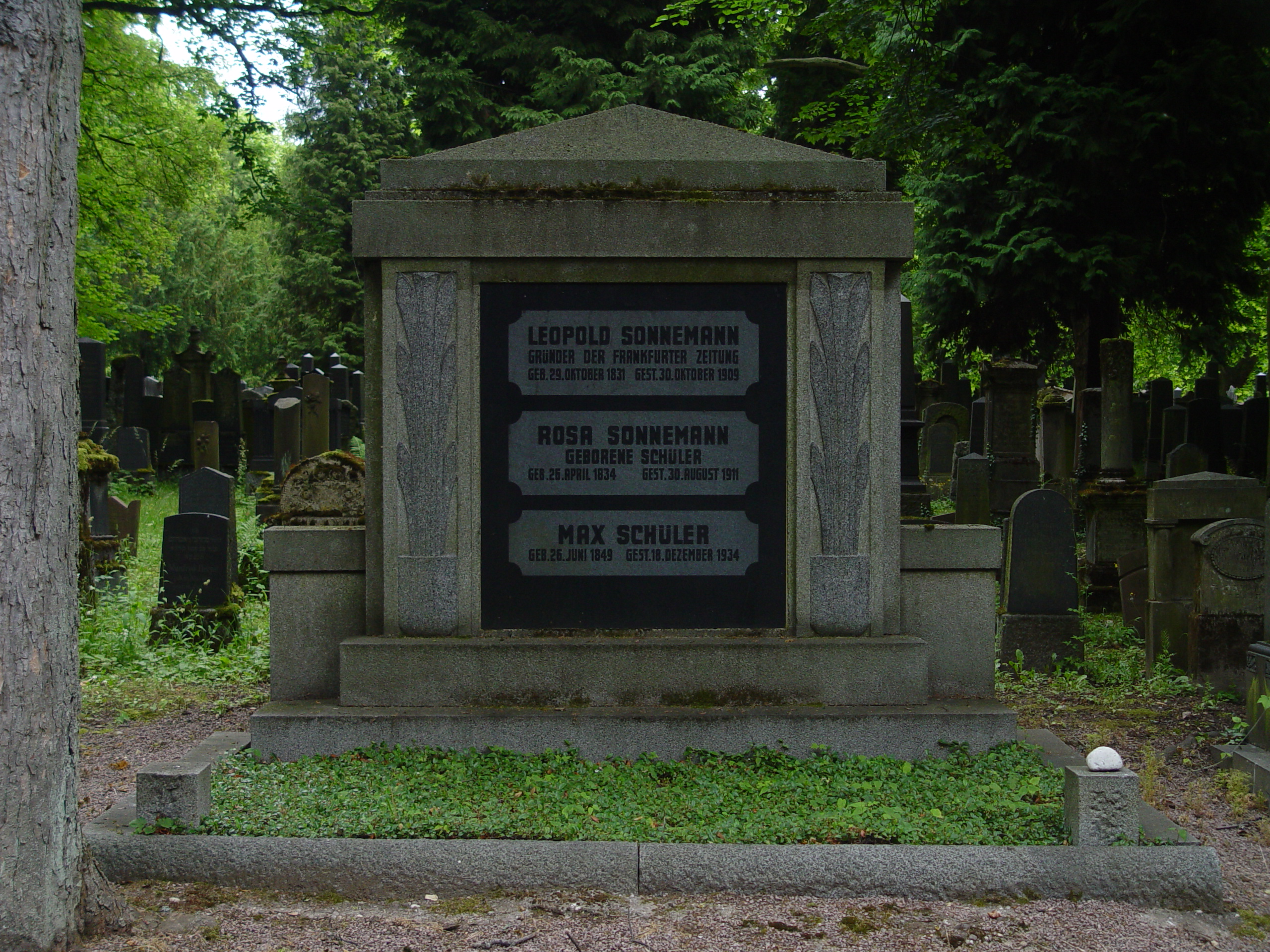
Grabstelle in Frankfurt am Main, auf dem jüdischen Friedhof an der Rat-Beil-Straße

Die Realschule an seinem Geburtsort trägt heute seinen Namen. Außerdem wurde in Frankfurt am Main eine Straße in Frankfurt-Ostend nach ihm benannt.

## Ausstellungen
- 2010/2011 Leopold Sonnemann. Jude – Verleger – Politiker – Mäzen. Historisches Museum Frankfurt am Main[5]